# 內德利亞角
62°36′53″S 60°58′49″W / 62.61472°S 60.98028°W

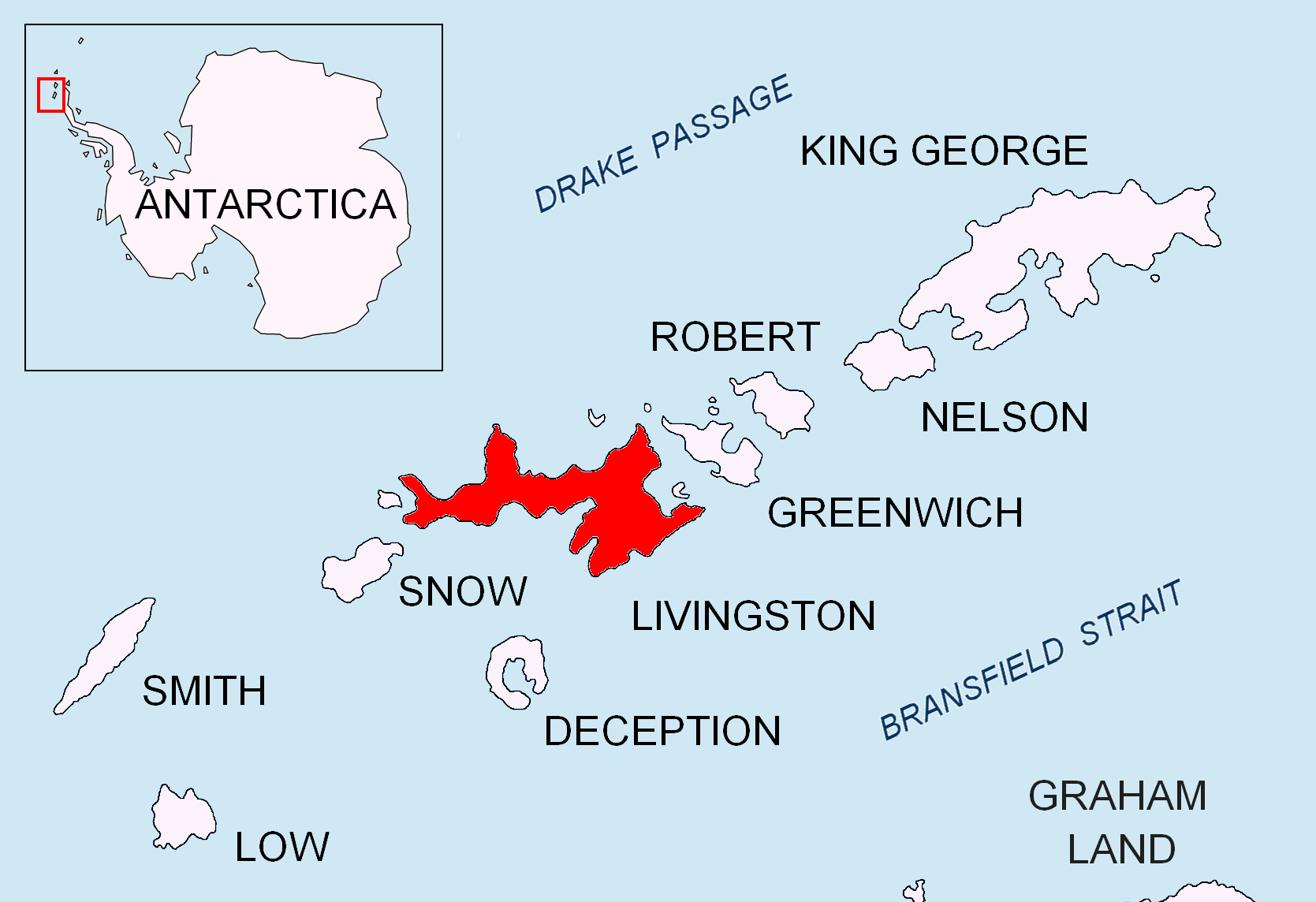

內德利亞角是南極洲的海岬，位於南設得蘭群島的利文斯頓島北岸，處於比利亞爾角西南面1.7公里、萊爾角以東3公里和斯帕拉多克角東北面1.6公里，以保加利亞教育家命名。

## 外部連結
- Nedelya Point.（页面存档备份，存于） SCAR Composite Gazetteer of Antarctica.